# Marie Trintignant
Marie Trintignant [maʁi tʁɛ̃tiɲɑ̃] (* 21. Januar 1962 in Paris; † 1. August 2003 in Neuilly-sur-Seine) war eine französische Schauspielerin.

## Leben
Marie Trintignant war die Tochter des Schauspielers Jean-Louis Trintignant und der Autorin und Regisseurin Nadine Trintignant. Marie hatte zwei Geschwister, ihre Schwester Pauline starb jedoch schon im Jahr 1969 durch plötzlichen Kindstod. Ihr Bruder Vincent Trintignant (* 1973) ist ebenfalls Schauspieler. Als sie 14 Jahre alt war, ließen sich ihre Eltern scheiden. Bereits als Kind stand Trintignant 1971 im Vorspann von Das passiert immer nur den anderen zusammen mit Benoît Ferreux erstmals vor der Kamera. Der Film thematisiert den Kindstod ihrer Schwester; Regie führte ihre Mutter, die insgesamt zwölf Filme mit ihr drehte. Marie Trintignant trat auch mit ihrem Vater auf, unter anderem in dem Film Die Terrasse (1980) von Ettore Scola. In ihren bekanntesten Spielfilmen spielte sie hintergründige, teils düstere Frauenrollen, etwa unter der Regie von Claude Chabrol in Eine Frauensache (1988) neben Isabelle Huppert und Betty (1992) mit Stéphane Audran.
Trintignant wurde mehrfach für den César als beste Darstellerin nominiert, für ihre Rollen in Der Schrei der Seide (1996) und Lügen wie gedruckt (1998) als beste Hauptdarstellerin.
Marie Trintignant war auch als Theaterschauspielerin aktiv, etwa im Jahr 1981 in Les nuits blanches nach Dostojewski, 1990 am Théâtre national de Chaillot mit ihrem damaligen Lebenspartner François Cluzet in Y’a pas que les chiens qui s’aiment, einem Stück, das sie mit Cluzet zusammen geschrieben hatte, 1994 in Le retour d’Harold Pinter am Théâtre de l’Atelier sowie zusammen mit ihrem Vater Jean-Louis Trintignant in zwei Regiearbeiten ihres Ehemanns Samuel Benchetrit: Poèmes à Lou de Guillaume Apollinaire (1999) und Comédie sur un quai de gare (2002).
Trintignant hatte vier Söhne von vier verschiedenen Lebensgefährten; mit dem Vater ihres jüngsten Kindes, dem Schriftsteller, Schauspieler, Drehbuchautor und Regisseur Samuel Benchetrit, war sie verheiratet. Roman Kolinka, Trintignants Sohn aus einer Beziehung mit dem Filmkomponisten Richard Kolinka, ist ebenfalls Schauspieler.

## Tod

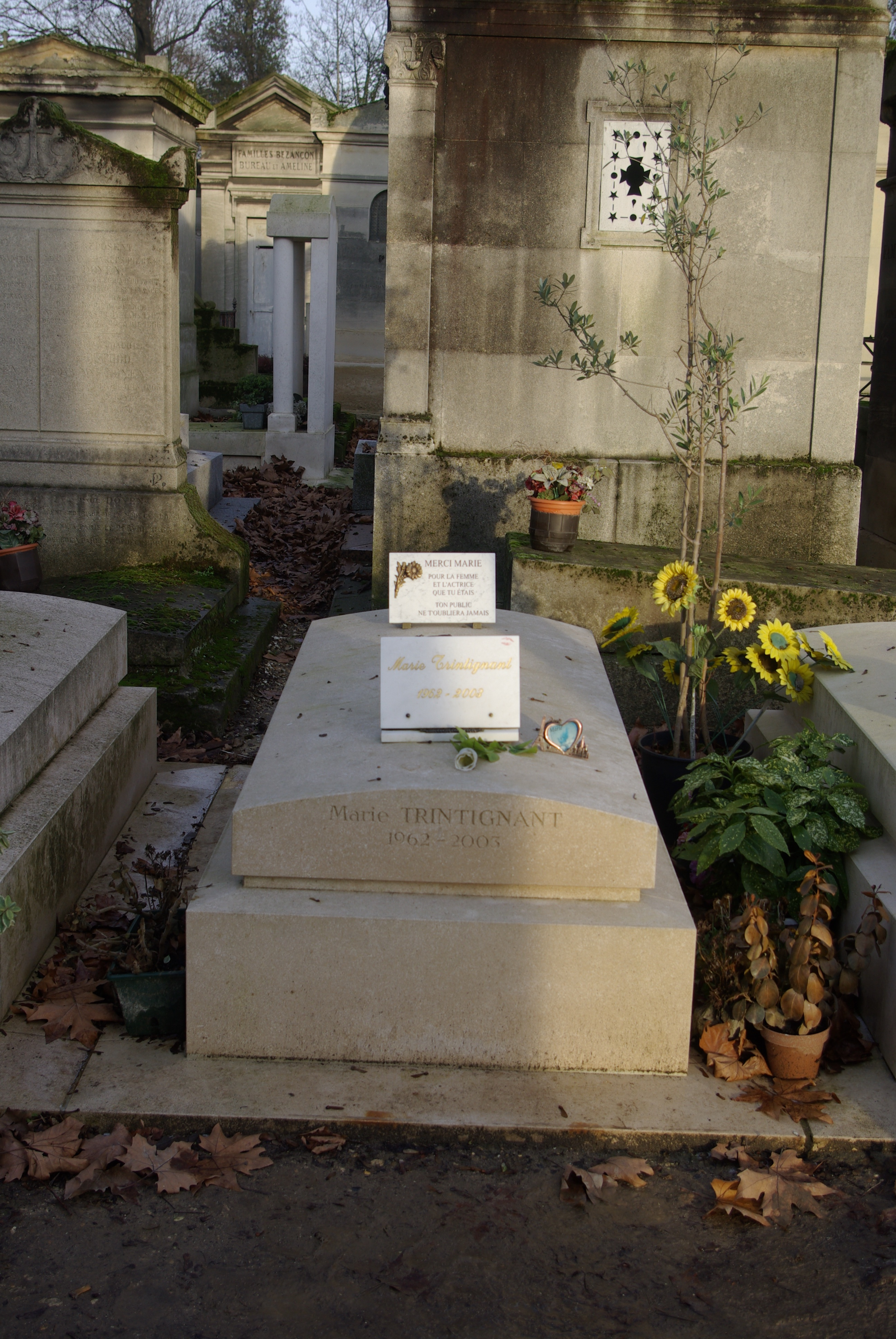
Grab von Marie Trintignant in Paris

Im Juli 2003 hielt sich Trintignant zu Dreharbeiten für einen Fernsehfilm über das Leben der Schriftstellerin Colette in Vilnius auf. Ihre Mutter führte dabei Regie. Ebenfalls anwesend war ihr Freund Bertrand Cantat, Sänger der Band Noir Désir. In der Nacht zum 27. Juli 2003 schlug Cantat, der mehrere schwere Ringe an seinen Fingern trug, Trintignant nach einem Eifersuchtsstreit mit 19 Fausthieben bewusstlos, zertrümmerte seinem Opfer das Gesicht und die Nase, fügte ihr innere Verletzungen zu und harrte dann mehr als sieben Stunden neben ihr im Hotelzimmer aus, anstatt den Notarzt zu rufen. Trintignant lag mehrere Tage im Koma, wurde am 31. Juli 2003 in die Hartmann-Klinik in Neuilly bei Paris überführt und starb einen Tag später. Die Autopsie ergab, dass sie infolge von Schlägen ins Gesicht einem Schädel-Hirn-Trauma erlegen war.
Am 6. August 2003 wurde Trintignant auf dem Pariser Friedhof Père-Lachaise beigesetzt. Cantats Freunde und Geschäftspartner meldeten sich laut in den Medien zu Wort, sodass sich bald die Meinung durchsetzte, die zierliche, nur 1,60 Meter große Schauspielerin habe den muskulösen, sie um zwei Köpfe überragenden Sänger derart provoziert, dass er nicht anders konnte als zuzuschlagen. Cantat wurde am 29. März 2004 von einem Strafgericht in Vilnius wegen Totschlags und unterlassener Hilfeleistung zu acht Jahren Haft verurteilt, im September 2004 nach Frankreich ausgeliefert und dort bereits im Oktober 2007 wegen guter Führung auf Bewährung entlassen. Der Tod Trintignants, der anschließende Gerichtsprozess und die vorzeitige Haftentlassung Cantats lösten in der französischen Öffentlichkeit heftige Debatten aus.
Die Recherchen der Journalistin Anne-Sophie Jahn führten 2017 zu einer Neubewertung des Falls, weil sie wichtige Zeugenaussagen entkräften konnte, wonach Cantat ein unbescholtener Bürger und Ehemann gewesen sei. Hiernach handelte es sich bei Cantat um einen narzisstischen, manipulativen und gewalttätigen Mann, der von einem System geschützt wurde, das Künstler dieses Ranges glorifizierte. Cantats frühere Ehefrau, Kristina Rady, sagte nur aus Angst um ihre gemeinsamen Kinder vor Gericht zu seinen Gunsten aus, dass Cantat nie handgreiflich gegen sie geworden sei. Sechs Jahre nach dieser Falschaussage starb Kristina Rady durch Suizid.

## In memoriam
Nadine Trintignant drehte den zweiteiligen Fernsehfilm Colette im Gedenken an ihre Tochter zu Ende. Anfang Oktober 2003 veröffentlichte sie das Buch Ma fille Marie, in dem sie Bertrand Cantat als Mörder bezeichnet.
Im Jahr 2020 porträtierte Nadine Trintignant ihre Tochter in der Dokumentation Marie Trintignant – Tes rêves brisés (Marie Trintignant – Dein viel zu kurzes Leben).
Im Jahr 2025 veröffentlichte Netflix die dreiteilige Dokumentation Vom Rockstar zum Killer: Der Fall Bertrand Cantat, 3 Folgen zu je 40 Minuten.

## Filmografie (Auswahl)
- 1971: Das passiert immer nur den anderen (Ça n’arrive qu’aux autres)
- 1973: Die Angst vor der Wahrheit (Défense de savoir)
- 1979: Série noire
- 1980: Die Terrasse (La terrazza)
- 1982: Der Morgen der Rache (Un matin rouge)
- 1983: Die Inseln (Les îles)
- 1985: Die Familienpyramide (L’été prochain)
- 1987: Ertrinken verboten (Noyade interdite)
- 1988: Eine Frauensache (Une affaire de femmes)
- 1988: Die Junggesellin (La garçonne)
- 1990: Hotel zur Unsterblichkeit (Wings of Fame)
- 1990: Eine Sommernacht in der Stadt (Nuit d’été en ville)
- 1990: Alberto und die Tradition (Alberto Express)
- 1991: Die Liebenden von Pont-Neuf (Les amants du Pont-Neuf) (Off-Stimme)
- 1992: Betty
- 1993: Der Killer und das Mädchen (Cible émouvante)
- 1993: Les marmottes
- 1994: Flucht nach Biarritz (Arrêt d’urgence, TV)
- 1995: Die Anfänger (Les apprentis)
- 1996: Nachrichten vom Lieben Gott (Des nouvelles du bon Dieu)
- 1996: Der Schrei der Seide (Le cri de la soie)
- 1996: Ponette
- 1996: Sex, Lügen und Intrigen (Portraits chinois)
- 1997: Le Cousin – Gefährliches Wissen (Le cousin)
- 1998: Lügen wie gedruckt (… comme elle respire )

## Auszeichnungen
- 1989: César-Nominierung in der Kategorie Beste Nebendarstellerin für Eine Frauensache
- 1994: César-Nominierung in der Kategorie Beste Nebendarstellerin für Les marmottes
- 1997: César-Nominierung in der Kategorie Beste Hauptdarstellerin für Der Schrei der Seide
- 1998: César-Nominierung in der Kategorie Beste Nebendarstellerin für Jenseits aller Regeln
- 1999: César-Nominierung in der Kategorie Beste Hauptdarstellerin für Lügen wie gedruckt